# Róbert Szádowsky
Róbert Szádowsky oder – rumänisch – Robert Sadowski (* 16. August 1914 in Czernowitz; † 2000) war ein rumänischer Fußballtorhüter polnischer Abstammung. Er bestritt insgesamt 161 Partien in der höchsten rumänischen Fußballliga, der Divizia A, und nahm an der Fußball-Weltmeisterschaft 1938 teil.

## Karriere
Szádowsky begann seine Karriere bei Muncitorul Cernăuți, das seinerzeit in der Czernowitzer Meisterschaft, dem regionalen Unterbau der Divizia A, spielte. Im Jahr 1935 schloss er sich dem in der höchsten Spielklasse antretenden Team von AMEF Arad an. Mit AMEFA wurde er in der Saison 1935/36 Vizemeister. Im Jahr 1938 wechselte Szádowsky zum Ligakonkurrenten Juventus Bukarest.
Bei Juventus stellte sich allerdings nicht der erhoffte sportliche Erfolg ein. Nach dem Abstieg am Ende der Saison 1939/40 wechselte Szádowsky zu Rapid Bukarest, das zur rumänischen Spitze gehörte. Aufgrund des Ausbruchs des Zweiten Weltkrieges konnte der Spielbetrieb der Divizia A ab 1941 nicht mehr fortgesetzt werden, so dass er lediglich auf Einsätze in der inoffiziellen Übergangsmeisterschaft (Bessarabien-Pokal) und im rumänischen Pokal kam, den er in den Jahren 1940, 1941 und 1942 mit Rapid gewinnen konnte.
Nach Kriegsende nahm Szádowsky bei Rapid, das seinen Namen mittlerweile in CFR Bukarest geändert hatte, wieder auf. Im Jahr 1947 wechselte er zum Ligakonkurrenten Ciocanul Bukarest, aus dem im Mai 1948 Dinamo Bukarest hervorging. Im selben Jahr beendete Szádowsky seine Karriere.

## Nationalmannschaft
Szádowsky bestritt fünf Spiele für die rumänische Fußballnationalmannschaft, darunter das Wiederholungsspiel gegen Kuba im Rahmen der Fußball-Weltmeisterschaft 1938 in Frankreich. Seinen Einstand im Nationalteam hatte er am 8. September 1937 gegen Jugoslawien gegeben.

## Erfolge
- Rumänischer Pokalsieger: 1940, 1941, 1942
- Rumänischer Vizemeister: 1936